# Folmer Christensen
Folmer Christensen (15. januar 1909 i Vejen – 15. april 2002) var en dansk boghandler, forlægger og modstandsmand.
Han stod i lære hos Gyldendal og drev i nogle år boghandel på Tagensvej i København. Han var redaktør af Bogormen 1930-31. Under den tyske besættelse var han aktiv i modstandsbevægelsen i Dansk Samling og sad interneret i Frøslevlejren for at have oprettet et "forbudt postkontor." Christensen var en kort periode gårdejer, men vendte efter halvandet år tilbage til bogbranchen. 
Efter sin periode som boghandler fik Folmer Christensen job på flere forlag – C.A. Reitzel, Samleren og Jespersen og Pio. Han havde også sit eget forlag og introducerede Jean-Paul Sartre og svenske Eyvind Johnson i Danmark. I syv år, til 1. maj 1956, var han redaktør af Det danske Bogmarked og kom derefter til Lars M. Olsen på Fremad og var med til at præge forlagets program. Senere arbejdede han for Borgen.
Folmer Christensen var meget belæst, og især den nordiske litteratur stod hans hjerte nær. Ved siden af Bogmarkedet og Bogormen redigerede han også B-boghandlerbladet og to udgaver af Politikens Forlags håndbog Danmarks Blad- og Bogverden. Han startede og redigerede de første årgange af det litterære tidsskrift Bogrevyen og udgav i 1955 og 1956 en Litteraturkalender, der udkom hos A/S Importbøger – det senere Lademanns Forlag. I 1969 udgav han under medvirken af Lotte Eskelund hos Gjellerup et Litteraturleksikon. Han redigerede og skrev det meste af Forlæggerforeningens pjece Boghandel og forlagsvirksomhed i Danmark (1953). I 1962 udgav han Bog- og Papirhandelen Fremad A/S og Forlaget Fremad A/S 1912-1962.
Christensen var naturelsker, dyrkede ridesport, var interesseret i Grønland og deltog i en af Lauge Kochs ekspeditioner, talentfuld amatørmusiker og tog til Assisi i Italien i digteren Johannes Jørgensens fodspor. 